# شقفات طبية من دير المدينة
الشقفات الطبية من دير المدينة  (بالإنجليزية: Medical Ostraca of Deir el-Medina) هي مجموعة شقفات أثرية تحوي تعليمات طبية. كتبت تلك الشقفات خلال الدولة المصرية الحديثة في قرية دير المدينة فيعهدي الأسرة الثامنة عشر والأسرة التاسعة عشر (c.1550-c.1190 قبل الميلاد). 
وبعكس النصوص الطبية التي نعرفها عن ذلك العهد فقد كتب تلك الشقفات العمال الذين كانوا يعملون في دير المدينة، ولم يكتبها أطباء أو كتاب من القصر الملكي. بهذا فهي لا تعكس المستوى العلمي للاطباء في ذلك الوقت وإنما تعتبر عرضا لما كان متداولا لدى العامة من خبرات وأراء في العلاج في مصر القديمة.
فقد كان للأطباء مخطوطاتهم الخاصة المسجلة على اوراق البردي، ونعرف منها العديد في مختلف المجالات الطبية، مثل بردية لندن، وبردية بروكلين، وبردية إدوين سميث؛ (أقرأ الطب في مصر القديمة).

## الشقفات
كتبت الشقفات الطبية خلال عهد الأسرة الثامنة عشر والأسرة التاسعة عشر. وهي مكتوبة بالكتابة الهيراطيقية على قطع مستوية من الحجارة أو من قطع الفخار.
. 
وقد استخدم العمال العاملين في دير المدينة تلك القشفات الوفيرة لديهم لكتابة وصفات علاجية، وخطابات، وحتى بعض القوائم المتعلقة بالعمل، مثل سبب غياب أحد العاملين ويوم غيابه.
 
ونظرا للمواد الصلبة التي كانوا يكتبون عليها بالأقلام والحبر، وجفاف المناخ فقد بقيت تلك الآثار في حالة جيدة عبر آلاف السنين.
ونظرا لجمال القشافات وحجمها الصغير فيعتقد أن الكثير منها قد أخذ من قبل محبي الأثار ومجمعيها قبل أن تكتشف الجهات المسؤولة في مصر تلك المنابع، ويقدر ان المكتشف منها في دير المدينة ما هو إلا النصف فقط. 

تلك الشقفات الطبية فريدة، ويوجد منها الآن في عدد كبير من المتاحف حول العالم منها المتحف البريطاني وجامعة «يونيفرستي كوليج لندن» ومتحف والترز ببلتيمور.
الآتي يعطي بعض الأمثلة لمحتويات تلك الشقفات الطبية:
- المتحف البريطاني 5634 : قائمة العمال الغائبين عن العمل. وهي تذكر أن سبب الغياب هو المرض، وتذكر اسم الطبيب القائم على العلاج في دير المدينة.[4][6]
- جامعة لندن 3 : خطاب مرسل من مروض الثعابين إلى أحد الكهنة طالبا منه موادا لعمل خلطة عقارية للعلاج.[6]
- متحف برلين، بي 11247 : خطاب من أب إلى ابنه يطلب منه علاجا لعلاج عيناه.[7]
- غارد 177 : خطاب من طبيب إلى مريض يشكو من عدم حصوله على علاج.[8]
- دي إم 1091: عدد من الوصفات العلاجية لبعض الأمراض.[9]

## تاريخ

### التاريخ القديم
كانت دير المدينة مدينة مخططة، أنشئت على الضفة الغربية م نهر النيل مقابلة لمدينة طيبة الموجودة على الضفة الشرقية (الأقصر اليوم). وتشير الآثار إلى أن إنشاء تلك المدينة كان في عهد تحتمس الأول الذي أراد لأن يخصص مجموعة من العمال والفنانين لبناء مقابر الفراعنة على أرض قريبة من وادي الملوك حيث كانت تدفن الفراعنة. 
ونظرا لأهمية عمل هؤلاء العمال واحترافيتهم في تخصصاتهم المختلفة لبناء وتجهيز مقابر الفراعنة، فقد حظي هؤلاء العمال على عناية وتعليم خاص، فكان نصيبهم من غذاء وشرب وعناية أكثر مما يحصل عليه عمال آخرون يعملون في مناطق أخرى. فكان مجتمعه مجتمع متعلم وتدل الشقفات التي كانوا يكتبونها في حياتهم اليومية على ذلك، ومن ضمنها تلك الشقفات الطبية التي تحوي وصفات التجربة الشخصية.

### التاريخ الحديث
قام بالحفريات في منطقة دير المدينة عالم الآثار «إرنستو شياباريلي» في عام 1905. وأثناء قيامه بالحفريات في ذلك الوقت عثر على عدد كبير من تلك الشقفات. وبين عامي 1922 و1951 قامت مجموعة من علماء الآثار الفرنسيين تحت اشراف «برنار بروير» بحفريات شملت كل منطقة دير المدينة واكتشف مدينة العمال، واكتشف مقلب نفاياتهم ومنطقة قبورهم.
اسفرت تلك الحفريات عن العثور على عدد كبير من الشقفات. ثم قام بعض من علماء الآثار، مثل «أيه. جي. ماكدويل» بتصنيفها بحسب مواضيع كتابتها من وجهة المراسلات، وقوائم الغائبين عن العمل واسبابها، وكتابات الحياة اليومية والمسائل الطبية. 

## المحتويات

### الطب والوقائع المجتمعية
بغض النظر عن المخطوطات الطبية التي كان يكتبها اطباء في ذلك العهد في مصر القديمة، فإن الشقفات الطبية لم يكتبها المتخصصون وإنما كان يكتبها العامة من سكان دير المدينة وتعطينا صور عن مستوى المعرفة الصحية لدي المجتمع المصري القديم. المعلومات المذمرة في تلك الشقفات هي خليطا بين المعلومات الطبية العلاجية والسحر والشعوذة، خصوصا عندما نقرأ أن حاوي الثعابين، وهو متخصص في علاج عضات الثعابين يرسل خطابا إلى أحد الكهنة طالبا بعض المواد والعقارات ليقوم بخلطها والعلاج بها. وتبين المراسلة أنه كان يوجد تفرقة بين العلاج الطبي والعلاج المبنى على السحر، فهي تذكر سعي حاوي الثعابين الذي يعالج بالسحر إلى الطبيب المتخصص. 

ومن المهم أن تلك الشقفات تعطينا صورة عن الخبرات الشخصية الطبية للناس العاديون، وليست مستوى الأطباء العلمي. وهناك رجل يسأل ابنه في اعداد خلطة لعلاج لعينيه، فتلك الشقفة تعطينا صورة عن المعرفة الطبية لهؤلاء الأشخاص وما ينتشر بين العامة من معلومات طبية. ويبدو ان وصفات علاجية ووصفات سحرية كانت منتشرة التداول بين عامة الناس في ذلك الوقت وكانت تنتقل من شخص إلى شخص، من دون ان يكونوا قد نالوا حظا في دراسة طبية. 

### بعض العلاجات
امثلة لطرق العلاج التي كانت مكتوبة على الشقفات من عهد قدماء المصريين:
لدغة العقربحبة (من مادة كانت معروفة لديهم) على اناء به عصير ويخلط بهما عصير بلح من عصير الاحتفالات.
العمىعسل نحل، ومغرة، وكحل.
الطفحأوراق الطلح وشمع، ويدهن به الجلد كل صباح لمدة أربعة أيام.
السعالالعنب